# Яновский, Иван Сидорович
Яновский, Иван Сидорович (23 октября 1920 — 7 декабря 1992) — участник Великой Отечественной войны, полный кавалер ордена Славы,  командир орудия батареи 76-мм пушек 215-го гвардейского стрелкового Краснознамённого ордена Суворова полка (77-я гвардейская Черниговская ордена Ленина Краснознамённая ордена Суворова стрелковая дивизия, 69-я армия, 1-й Белорусский фронт), гвардии старшина – на момент представления к награждению орденом Славы 1-й степени.
Дважды представлялся к званию Героя Советского Союза.

## Биография
Родился 23 октября 1920 года в селе Октябрьское (ныне в черте города Николаев) Николаевской области Украины в семье рабочего, по национальности украинец. Член ВКП(б) с 1943 года.
После окончания 7 классов средней школы работал токарем на судостроительном заводе до призыва в армию в феврале 1940 года.
В действующей армии Великой Отечественной войны с августа 1941 года, участвовал в боях на Западном, Сталинградском, Брянском, Центральном и Белорусском фронтах. Весь боевой путь прошёл в составе артиллерийской батареи 76-мм пушек, в июне 1944 года был ранен.
30 апреля 1944 года орудийный расчёт И.С.Яновского в бою в населённом пункте Турычаны (юго-западнее города Ковель, Украина) прямой наводкой подбил 2 вражеских танка, уничтожил свыше 10 солдат противника. Приказом по 77-й гвардейской стрелковой дивизии от 10 мая 1944 года гвардии сержант Яновский Иван Сидорович награждён орденом Славы 3-й степени.
В июле 1944 года при прорыве обороны противника у деревни Дольск (юго-западнее города Ковель) расчёт 76-мм пушки под командованием И.С.Яновского прямой наводкой уничтожил большое количество живой силы противника, тем самым облегчил нашей пехоте выход к реке Западный Буг. Приказом по войскам 69-й армии от 28 августа 1944 года гвардии старшина Яновский Иван Сидорович награждён орденом Славы 2-й степени.
За уничтожение живой силы и боевой техники противника в ходе наступательных боёв при подходе к реке Висла и последующем её форсирования в ночь на 3 августа 1944 года командир орудия И.С.Яновский представлялся к званию Героя Советского Союза, но приказом по войскам 69-й армии был награждён орденом Красного Знамени.
14 января 1945 года при прорыве вражеской обороны на левом берегу реки Висла (юго-западнее города Пулавы, Польша) орудийный расчёт гвардии старшины И.С.Яновского, следуя в боевых порядках пехоты, подавил 3 пулемётных точки, уничтожил артиллерийское орудие и свыше 10 солдат противника. Указом Президиума Верховного Совета СССР от 24 марта 1945 года за образцовое выполнение боевых заданий Командования на фронте борьбы с немецкими захватчиками и проявленные при этом доблесть и мужество Яновский Иван Сидорович награждён орденом Славы 1-й степени.
За уничтожение 27 апреля 1945 года большого количества живой силы противника при попытке их прорыва из окружения на западном берегу реки Одер гвардии старшина И.С.Яновский повторно был представлен командиром 215-го гвардейского стрелкового полка к званию Героя Советского Союза , но приказом по войскам 69-й армии был награждён орденом Красного Знамени., но приказом по войскам 69-й армии был вторично награждён  орденом Красного Знамени.
Яновский участник парада на Красной площади в Москве в ноябре 1941 года и парада Победы в 1945 году.
После демобилизации в 1946 году жил в городе Николаев работал на заводе  имени Носенко, потом  -  начальником  охраны на элеваторе станции  Людмиловка  Братского района. В 1967 году переехал в Одессу  где работал контролёром – упаковщиком на фабрике имени Р.Люксембург.
Скончался 7 декабря 1992 года.

## Награды
- два Ордена Красного Знамени (08.10.1944, 27.06.1945)
- Орден Отечественной войны 1-й степени (11.3.1985)
- Орден Отечественной войны 2-й степени (17.11.1943)
- Орден Славы 1-й степени (24.03.1945)
- Орден Славы 2-й степени (28.08.1944)
- Орден Славы 3-й степени (10.05.1944)
- Медали СССР, в том числе:
  - Медаль «За отвагу» (13.09.1942)
  - Юбилейная медаль «За доблестный труд. В ознаменование 100-летия со дня рождения Владимира Ильича Ленина»
  - Медаль «За оборону Сталинграда»
  - Медаль «За победу над Германией в Великой Отечественной войне 1941—1945 гг.»
  - Медаль «Ветеран труда»